# Liste der Beiträge für den besten fremdsprachigen Film für die Oscarverleihung 2013
Die folgenden 71 Filme, alle aus verschiedenen Ländern, waren Vorschläge in der Kategorie Bester fremdsprachiger Film für die Oscarverleihung 2013. Die hervorgehobenen Titel waren die fünf letztendlich nominierten Filme, welche aus Chile, Dänemark, Kanada, Norwegen und Österreich stammen.
Bis zum 30. September 2012 konnten die Länder ihre Vorschläge unterbreiten, dabei nahm zum ersten Mal Kenia an diesem Prozedere teil. Im Dezember 2012 wurde eine Vorauswahl mit den neun Semi-Finalisten veröffentlicht. Die finalen fünf Nominierungen wurden am 10. Januar 2013 im Samuel Goldwyn Theater bekannt gegeben. Der Oscar ging schließlich an den österreichischen Beitrag Liebe von Michael Haneke.

## Beiträge
| Land                    | Deutscher Verleihtitel                   | Originaltitel                                                  | Sprache(n)                                | Regisseur(e)                    | Ergebnis        |
| ----------------------- | ---------------------------------------- | -------------------------------------------------------------- | ----------------------------------------- | ------------------------------- | --------------- |
| Afghanistan             | Stein der Geduld                         | سنگ صبور (Syngué Sabour)                                       | Persisch                                  | Atiq Rahimi                     | Nicht nominiert |
| Albanien                | Pharmakon                                | Pharmakon                                                      | Albanisch                                 | Joni Shanaj                     | Nicht nominiert |
| Algerien                | Zabana!                                  | زبانة (Zabana)                                                 | Arabisch, Französisch                     | Saïd Ould Khelifa               | Nicht nominiert |
| Argentinien             | Verborgene Kindheit                      | Infancia clandestina                                           | Spanisch                                  | Benjamín Ávila                  | Nicht nominiert |
| Armenien                | Wenn doch nur jedermann                  | Եթե բոլորը (Yet’ye bolory)                                     | Armenisch, Russisch                       | Nataliya Belyauskene            | Nicht nominiert |
| Australien              | Lore                                     | Lore                                                           | Deutsch                                   | Cate Shortland                  | Nicht nominiert |
| Aserbaidschan           | Buta                                     | Buta                                                           | Aserbaidschanisch                         | Ilgar Najaf                     | Nicht nominiert |
| Bangladesch             | Ghetuputra Komola                        | ঘেটুপুত্র কমলা (Ghetuputra Komola)                                  | Bengali                                   | Humayun Ahmed                   | Nicht nominiert |
| Belgien                 | À perdre la raison                       | À perdre la raison                                             | Französisch                               | Joachim Lafosse                 | Nicht nominiert |
| Bosnien und Herzegowina | Djeca – Kinder von Sarajevo              | Djeca                                                          | Bosnisch                                  | Aida Begić                      | Nicht nominiert |
| Brasilien               | O Palhaco – Der Clown                    | O Palhaço                                                      | Portugiesisch                             | Selton Mello                    | Nicht nominiert |
| Bulgarien               | Kecove                                   | Кецове (Kezowe)                                                | Bulgarisch                                | Waleri Jordanow                 | Nicht nominiert |
| Chile                   | No!                                      | No                                                             | Spanisch                                  | Pablo Larraín                   | Nominiert       |
| Volksrepublik China     | Im Netz gefangen                         | 搜索 (Sōusuǒ)                                                  | Mandarin                                  | Chen Kaige                      | Nicht nominiert |
| Dänemark                | Die Königin und der Leibarzt             | En kongelig affære                                             | Dänisch                                   | Nikolaj Arcel                   | Nominiert       |
| Deutschland             | Barbara                                  | Barbara                                                        | Deutsch                                   | Christian Petzold               | Nicht nominiert |
| Dominikanische Republik | Check-Mate                               | Jaque Mate                                                     | Spanisch                                  | José María Cabral               | Nicht nominiert |
| Estland                 | Seenelkäik                               | Seenelkäik                                                     | Estnisch                                  | Toomas Hussar                   | Nicht nominiert |
| Finnland                | Fegefeuer                                | Puhdistus                                                      | Finnisch                                  | Antti Jokinen                   | Nicht nominiert |
| Frankreich              | Ziemlich beste Freunde                   | Intouchables                                                   | Französisch                               | Olivier Nakache, Éric Toledano  | Vorauswahl      |
| Georgien                | Keep Smiling                             | გაიღიმეთ (Gaigimet)                                            | Georgisch                                 | Rusudan Chkonia                 | Nicht nominiert |
| Griechenland            | Ungerechte Welt                          | Άδικος Κόσμος (Adikos kosmos)                                  | Griechisch                                | Filippos Tsitos                 | Nicht nominiert |
| Grönland                | Inuk                                     | Inuk                                                           | Grönländisch                              | Mike Magidson                   | Nicht nominiert |
| Hongkong                | Life Without Principle                   | 奪命金 (Dyut meng gam)                                         | Kantonesisch                              | Johnnie To                      | Nicht nominiert |
| Indien                  | Barfi – Liebe braucht keine Worte        | बर्फी (Barfi!)                                                   | Hindi                                     | Anurag Basu                     | Nicht nominiert |
| Indonesien              | Die Tänzerin                             | Sang Penari                                                    | Indonesisch, Javanisch                    | Ifa Isfansyah                   | Nicht nominiert |
| Island                  | The Deep                                 | Djúpið                                                         | Isländisch                                | Baltasar Kormákur               | Vorauswahl      |
| Israel                  | An ihrer Stelle                          | למלא את החלל (Lemale et ha'halel)                              | Hebräisch                                 | Rama Burshtein                  | Nicht nominiert |
| Italien                 | Cäsar muss sterben                       | Cesare deve morire                                             | Italienisch                               | Paolo und Vittorio Taviani      | Nicht nominiert |
| Japan                   | Kazoku no kuni                           | かぞくのくに (Kazoku no kuni)                                  | Japanisch, Koreanisch                     | Yong-hi Yang                    | Nicht nominiert |
| Kambodscha              | Khlea t tow sen chhngay                  | ឃ្លាតទៅសែនឆ្ងាយ (khlea t tow sen chhngay)                            | Khmer                                     | Chhay Bora                      | Nicht nominiert |
| Kanada                  | Die Rebellin                             | Rebelle                                                        | Französisch, Lingála                      | Kim Nguyen                      | Nominiert       |
| Kasachstan              | Myn Bala – Krieger der Steppe            | Жаужүрек мың бала (Schauschürek myng bala)                     | Kasachisch                                | Aqan Satajew                    | Nicht nominiert |
| Kenia                   | Nairobi Half Life                        | Nairobi Half Life                                              | Swahili                                   | David Gitonga                   | Nicht nominiert |
| Kirgisistan             | Pustoy dom                               | Пустой дом (Pustoy dom)                                        | Kirgisisch, Russisch, Französisch         | Nurbek Egen                     | Nicht nominiert |
| Kolumbien               | Most Wanted – Im Fadenkreuz des Kartells | El Cartel de los Sapos                                         | Spanisch                                  | Carlos Moreno                   | Nicht nominiert |
| Kroatien                | Vegetarian Cannibal                      | Ljudožder vegetarijanac                                        | Kroatisch                                 | Branko Schmidt                  | Nicht nominiert |
| Lettland                | Golfa straume zem ledus kalna            | Golfa straume zem ledus kalna                                  | Russisch                                  | Jevgeņijs Paškevičs             | Nicht nominiert |
| Litauen                 | Ramin                                    | Ramin                                                          | Georgisch                                 | Audrius Stonys                  | Nicht nominiert |
| Malaysia                | Bunohan: Return to Murder                | Bunohan                                                        | Malaysisch                                | Dain Said                       | Nicht nominiert |
| Marokko                 | Tod im Ausverkauf                        | موت للبيع (Death for Sale)                                     | Arabisch                                  | Faouzi Bensaïdi                 | Nicht nominiert |
| Nordmazedonien          | Treto poluvreme                          | Трето полувреме (Treto poluvreme)                              | Mazedonisch, Deutsch, Bulgarisch          | Darko Mitrevski                 | Nicht nominiert |
| Mexiko                  | Después de Lucía                         | Después de Lucía                                               | Spanisch                                  | Michel Franco                   | Nicht nominiert |
| Niederlande             | Kauwboy – Kleiner Vogel, großes Glück    | Kauwboy                                                        | Niederländisch                            | Boudewijn Koole                 | Nicht nominiert |
| Norwegen                | Kon-Tiki                                 | Kon-Tiki                                                       | Norwegisch                                | Joachim Rønning, Espen Sandberg | Nominiert       |
| Österreich              | Liebe                                    | Amour                                                          | Französisch                               | Michael Haneke                  | Gewonnen        |
| Palästina               | Lamma shoftak                            | لما شفتك (Lamma shoftak)                                       | Arabisch                                  | Annemarie Jacir                 | Nicht nominiert |
| Peru                    | Ich bin nicht unsichtbar!                | Las malas intenciones                                          | Spanisch                                  | Rosario Garcia-Montero          | Nicht nominiert |
| Philippinen             | Bwakaw                                   | Bwakaw                                                         | Tagalog                                   | Jun Lana                        | Nicht nominiert |
| Polen                   | 80 Millionen                             | 80 milionów                                                    | Polnisch                                  | Waldemar Krzystek               | Nicht nominiert |
| Portugal                | Sangue do Meu Sangue                     | Sangue do meu Sangue                                           | Portugiesisch                             | João Canijo                     | Nicht nominiert |
| Rumänien                | Jenseits der Hügel                       | După dealuri                                                   | Rumänisch                                 | Cristian Mungiu                 | Vorauswahl      |
| Russland                | White Tiger – Die große Panzerschlacht   | Белый тигр (Bely tigr)                                         | Russisch                                  | Karen Shakhnazarov              | Nicht nominiert |
| Schweden                | Der Hypnotiseur                          | Hypnotisören                                                   | Schwedisch                                | Lasse Hallström                 | Nicht nominiert |
| Schweiz                 | Winterdieb                               | L'Enfant d'en haut                                             | Französisch                               | Ursula Meier                    | Vorauswahl      |
| Serbien                 | Kad svane dan                            | Кад сване дан (Kad svane dan)                                  | Serbisch                                  | Goran Paskaljević               | Nicht nominiert |
| Singapur                | Yi Pao Er Hong                           | 泡而红                                                         | Mandarin, Hokkien, Malaysisch, Englisch   | Michelle Chong                  | Nicht nominiert |
| Slowakei                | Bis zur Stadt Asch                       | Až do mesta Aš                                                 | Slowakisch, Deutsch, Tschechisch          | Iveta Grófová                   | Nicht nominiert |
| Slowenien               | Izlet                                    | Izlet                                                          | Slowenisch                                | Nejc Gazvoda                    | Nicht nominiert |
| Südafrika               | Umfaan                                   | Umfaan                                                         | Afrikaans                                 | Darrell Roodt                   | Nicht nominiert |
| Südkorea                | Pieta                                    | 피에타 (Pieta)                                                 | Koreanisch                                | Kim Ki-duk                      | Nicht nominiert |
| Spanien                 | Blancanieves                             | Blancanieves                                                   | Keine                                     | Pablo Berger                    | Nicht nominiert |
| Taiwan                  | Touch of the Light                       | 逆光飛翔 (Ni guang fei xiang)                                  | Mandarin                                  | Chang Jung-Chi                  | Nicht nominiert |
| Thailand                | Headshot                                 | ฝนตกขึ้นฟ้า (Fon tok khuen fa)                                    | Thailändisch                              | Pen-Ek Ratanaruang              | Nicht nominiert |
| Tschechien              | Ve stínu                                 | Ve stínu                                                       | Tschechisch, Deutsch                      | David Ondříček                  | Nicht nominiert |
| Türkei                  | Ateşin Düştüğü Yer                       | Ateşin Düştüğü Yer                                             | Türkisch                                  | İsmail Güneş                    | Nicht nominiert |
| Ukraine                 | Toy Khto Proyshov Kriz Vohon             | Той, хто пройшов крізь вогонь (Toj, chto projschow kris wohon) | Ukrainisch, Russisch, Englisch, Tatarisch | Mykhailo Illienko               | Nicht nominiert |
| Ungarn                  | Just the Wind                            | Csak a szél                                                    | Ungarisch                                 | Benedek Fliegauf                | Nicht nominiert |
| Uruguay                 | La demora                                | La Demora                                                      | Spanisch                                  | Rodrigo Plá                     | Nicht nominiert |
| Venezuela               | Mùi cỏ cháy                              | Piedra, papel o tijera                                         | Spanisch                                  | Hernán Jabes                    | Nicht nominiert |
| Vietnam                 | The Scent of Burning Grass               | Mùi cỏ cháy                                                    | Vietnamesisch                             | Nguyễn Hữu Mười                 | Nicht nominiert |